# Вашингтон (округ, Юта)
Шаблон:StateAbbr_ 37°17′ пн. ш. 113°31′ зх. д. / 37.28° пн. ш. 113.52° зх. д.
Округ Вашингтон (англ. Washington County) — округ (графство) у штаті Юта, США. Ідентифікатор округу 49053.

## Історія
Округ утворений 1852 року.

## Демографія
За даними перепису 2000 року загальне населення округу становило 90354 осіб, зокрема міського населення було 72381, а сільського — 17973. Серед мешканців округу чоловіків було 44561, а жінок — 45793. В окрузі було 29939 домогосподарств, 23429 родин, які мешкали в 36478 будинках. Середній розмір родини становив 3,36.
Віковий розподіл населення поданий у таблиці:
| Стать    | До 15 років | 15-21 | 22-29 | 30-39 | 40-49 | 50-65 | 65-85 | Понад 85 |
| -------- | ----------- | ----- | ----- | ----- | ----- | ----- | ----- | -------- |
| Чоловіки | 11925       | 5677  | 4759  | 4895  | 4644  | 5403  | 6676  | 582      |
| Жінки    | 11399       | 5925  | 4412  | 4844  | 4937  | 6191  | 7141  | 944      |

## Суміжні округи
- Айрон — північ
- Кейн — схід
- Могаве, Аризона — південь
- Лінкольн, Невада — захід